# Das Wirtshaus im Spessart

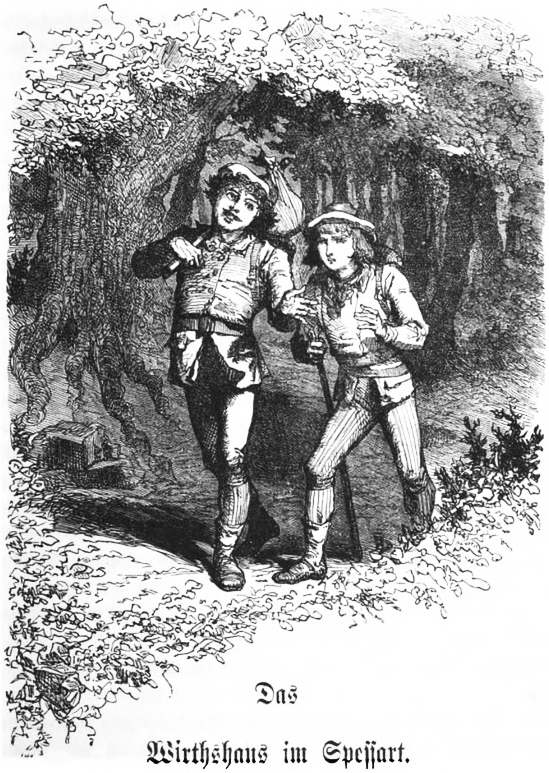
Zirkelschmied und Goldschmied auf dem Weg zur Herberge (spät. 1869)

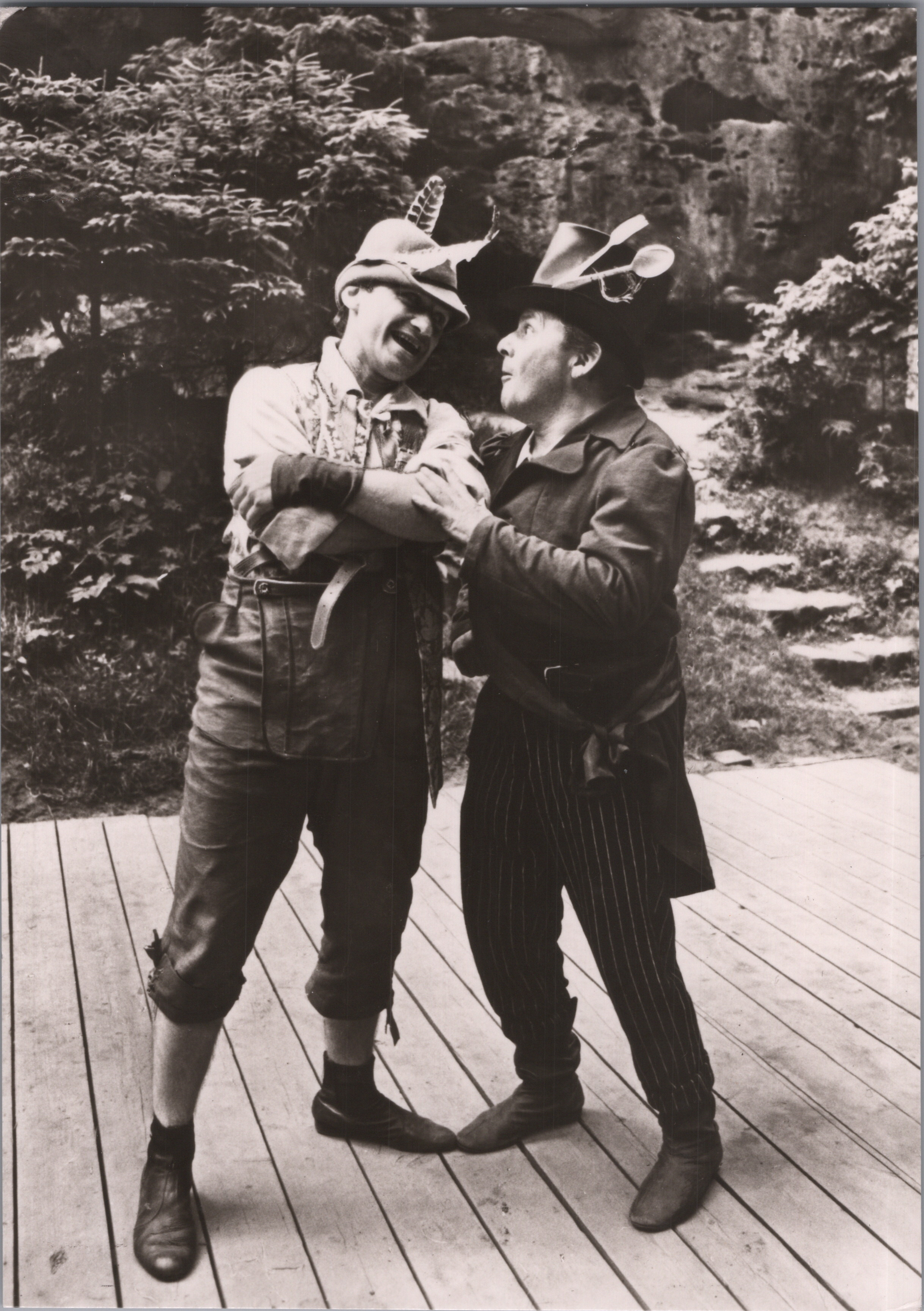
Inszenierung auf der Felsenbühne Rathen (1989)

Das Wirtshaus im Spessart ist die Rahmenerzählung des dritten Bandes von Wilhelm Hauffs Märchenalmanach, zuerst veröffentlicht als Mærchenalmanach für Söhne und Töchter gebildeter Stände auf das Jahr 1828 in Stuttgart. Die Veröffentlichung hat Hauff nicht mehr erlebt.

## Inhalt
Die Novelle Das Wirtshaus im Spessart, die 1826 von Wilhelm Hauff verfasst wurde, behandelt die Räuberthematik und erzählt die Geschichte der Gesellenwanderung des Goldschmieds Felix.
Während dieser Wanderung kehrt er eines Abends zusammen mit einem ihn begleitenden Zirkelschmied in ein Gasthaus ein, wo er auf einen Studenten und einen Fuhrmann trifft. Dieses Gasthaus befindet sich im Spessart, der berüchtigt für Raubüberfälle ist. Die vier Männer beschließen, nicht zu Bett zu gehen, um nicht ausgeraubt zu werden. Damit sie nicht vom Schlaf übermannt werden, erzählen sie sich vier Märchen. Gegen 22:00 Uhr kommt eine Gräfin gemeinsam mit ihrem Jäger und ihrer Hofdame ins Gasthaus. Die Männer unterrichten den Jäger von der drohenden Gefahr. Deswegen geht die Gräfin mit ihrer Dame auf ein Zimmer und der Jäger gesellt sich zu den Männern, um im Falle eines Angriffs bessere Verteidigungschancen zu haben.
Nach Mitternacht kommen tatsächlich die Räuber. Allerdings haben es diese nur auf die Gräfin abgesehen. Die Räuber wollen sie entführen, damit ihr Ehemann sie freikaufen muss. Der junge Goldschmied, der klein ist und keinen Bart hat, lässt sich als Gräfin verkleidet statt ihrer „entführen“. Der Jäger und der Student lassen sich mit dem Goldschmied gefangen nehmen und begleiten ihn.
Während die Gräfin unbeschadet zurück nach Hause fährt und der Fuhrmann seinen Weg fortsetzt, werden die drei Gefangenen zum Lagerplatz der Räuberbande gebracht. Nachdem sie dort fünf Tage ausgeharrt haben, kommt der Räuberhauptmann zu ihnen und erklärt, wie ernst die Lage sei. Der Graf zahle das Lösegeld nicht, weshalb der Hauptmann gezwungen sei, der vermeintlichen Gräfin Schmerzen zuzufügen. Es scheint dem Räuberhauptmann jedoch unmöglich, die Gräfin in Gefahr zu bringen, da er sie sehr achtet. Daher schlägt er den Gefangenen vor, zusammen mit ihnen zu fliehen, sobald es dunkel wird. So wandern der Goldschmied, der Jäger, der Student und der Hauptmann die ganze Nacht hindurch. Als es hell wird, treffen die Fliehenden auf fünf Soldaten. Unter denen ist ein Major, der den Jäger wiedererkennt. Der Major bringt den Jäger und seine Mitreisenden sicher nach Aschaffenburg, wo der Graf residiert.
Noch am selben Tag fahren Jäger, Goldschmied und Graf zu seinem Schloss, wo die Gräfin auf gute Nachrichten von ihrem Retter wartet. Dementsprechend ist die Freude groß, als sie den Goldschmied sieht. Sie bittet ihn, seine Kleidung und seinen Sack, mit dem sie sich verkleidet hatte, um nicht von den Räubern als die wahre Gräfin überführt zu werden, behalten zu dürfen. Er erlaubt ihr dies. Jedoch bittet er, den Schmuck seiner Patin, die er nie zuvor gesehen hat, behalten zu dürfen. Diesen will er ihr auf seiner Wanderung persönlich übergeben. Die Gräfin schaut sich den Schmuck an und ist sehr überrascht, als sie ihn wiedererkennt. Es sind die Edelsteine, die sie ihrem Patensohn, der Goldschmied ist und die er für sie bearbeiten sollte, selbst geschickt hat. Daher steht niemand Geringerer als ihr Patensohn vor ihr, der ihr das Leben gerettet hat.
Die Gräfin nimmt ihren Patensohn zum Dank in die Familie auf. Als er von seiner Wanderung zurückkommt, richtet sie ihm ein vollständiges Haus in Nürnberg ein.

## Hintergrund und Rezeption
Hauff verfasste die Erzählung auf der Grundlage älterer, trivialer Räuberromane. In die Erzählung eingebettet sind die Erzählungen Die Sage vom Hirschgulden, Das kalte Herz (in zwei Abteilungen), Saids Schicksale und Die Höhle von Steenfoll.
Die Vossische Zeitung veröffentlichte am 18. November 1927 den Reisebericht Das Wirtshaus im Spessart von Kurt Tucholsky unter dessen Pseudonym Peter Panter.
Bereits 1923 verfilmte Adolf Wenter den Stoff im Film Das Wirtshaus im Spessart.
Der Regisseur Kurt Hoffmann drehte 1957 den Spielfilm Das Wirtshaus im Spessart frei nach Hauffs Erzählung, der am 15. Januar 1958 uraufgeführt wurde. Mit Liselotte Pulver in der weiblichen Hauptrolle wurde der Film ein Sensationserfolg und einer der erfolgreichsten deutschen Filme der 1950er Jahre. Diesem folgten später noch die Filme Das Spukschloß im Spessart (1960) und Herrliche Zeiten im Spessart (1967), ebenfalls mit Liselotte Pulver. Diese Filme waren nicht mehr an Motive von Wilhelm Hauff angelehnt.
Der 1981 erschienene sowjetische Märchenfilm Märchen in der Nacht erzählt kombiniert die Märchen Das kalte Herz und Das Wirtshaus im Spessart in Form von erzähltem Märchen und Rahmenhandlung.

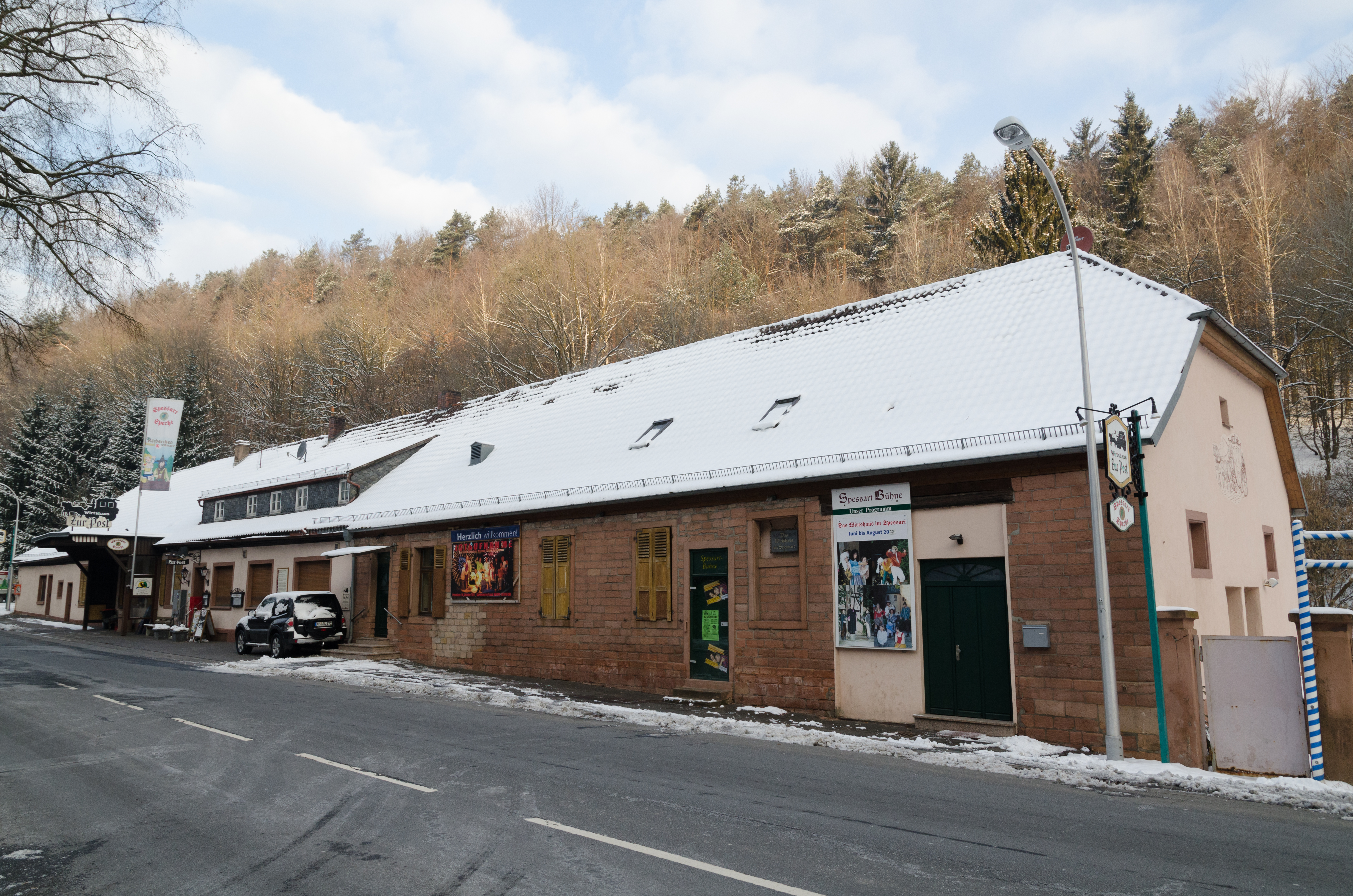
Alte Post in Hessenthal

Aufführungen einer Bearbeitung für das Theater finden in unregelmäßigen Abständen auf der Freilichtbühne am Wasserschloss Mespelbrunn nahe dem Originalschauplatz statt. Als Vorlage für das Wirtshaus in der Erzählung wird das Gasthaus Alte Post in Mespelbrunn-Hessenthal vermutet, in dem Wilhelm Hauff sehr wahrscheinlich auf seiner Reise von Nördlingen nach Frankfurt am Main im Jahre 1826 Station gemacht hat. Auch passt die Beschreibung als „langes, aber niedriges Haus“. Ebenfalls als Vorbild wird das Wirtshaus in Rohrbrunn gehandelt, welches 1959 dem Bau der Autobahn 3 weichen musste. Seine Lage wird in den Filmen angenommen, war aber seit 1820 keine Poststation mehr gewesen.

## Ausgaben
- Wilhelm Hauff: Das Wirtshaus im Spessart. Illustriert von Frantisek Chochola. Fleischhauer & Spohn, Stuttgart 1978 (= Die kleine Geschenkbibliothek. Band 5); 2. Auflage ebenda 1980, ISBN 3-87230-018-0.